# 浜田隆広
浜田 隆広（はまだ たかひろ、1965年1月24日 - ）は、京都府出身の日本の俳優。身長170 cm。体重66 kg。東映京都撮影所所属。

## 略歴
本来は歌手になりたいと考えており、志賀勝のように俳優をしながら歌手になりたいと思っていた。高校3年生の頃に東映京都撮影所に入所。1984年に、『銭形平次』の最終話でデビュー。

## 人物
特技は殺陣、剣道。趣味はゴルフ。

## 出演

### 映画
- 「修羅の群れ」（1984年11月17日）
- 「極道の妻たちII」（1987年10月10日）
- 「時代劇は死なず ちゃんばら美学考」（2016年12月3日）

### テレビドラマ

#### NHK
- 「妻は、くノ一」第1話（2013年4月5日、NHK BSプレミアム）
- 大岡越前シリーズ（NHK BSプレミアム）
  - 「大岡越前2」第1話（2014年10月3日）
  - 「大岡越前スペシャル 白洲に咲いた真実」（2017年1月3日）
- 「伝七捕物帳 第2シリーズ」第2話（2017年8月11日） - 徳松
- スーパープレミアム「柳生一族の陰謀」（2020年4月11日、NHK BSプレミアム）
- 「十三人の刺客」（2020年11月28日、NHK BSプレミアム）
- 「小吉の女房2」第2話（2021年4月9日、NHK BSプレミアム）

#### 日本テレビ
- 火曜サスペンス劇場「断罪」（1985年4月16日）
- 「長七郎江戸日記 第1シリーズ」第80話（1985年12月17日）
- 「八百八町夢日記 第1シリーズ」
  - スペシャル2「一千両の大勝負」（1989年12月26日）
  - 第21話「お人好し」（1990年3月27日）
  - 第25話「しのぶ恋、忘れ貝」（1990年5月22日）
- 「半七捕物帳」第17話（1993年2月16日）
- 「闇を斬る!大江戸犯科帳」第16話（1993年10月26日）
- 「江戸の用心棒II」第7話（1994年7月19日） - 伏見屋の飛脚
- 「時空警察」第4作（2004年9月29日）
- 「佐武と市捕物控」（2015年12月19日、BS日テレ）

#### TBS
- 大岡越前シリーズ
  - 「大岡越前 第9部」第25話（1986年4月14日） - 寅造
  - 「大岡越前 第14部」
    - 第1話「大岡越前」（1996年6月17日）
    - 第18話「頑固が鉢巻きした男」（1996年10月21日）

  - 「大岡越前 第15部」
    - 第3話「狙われた花嫁」（1998年9月7日）
    - 第7話「賄賂に揺れた老同心」（1998年10月12日）
- 水戸黄門シリーズ
  - 「水戸黄門 第16部」第1話「水戸黄門 -水戸-」（1986年4月28日） - 雲助
  - 「水戸黄門 第19部」
    - 第13話「待ったなし 人間将棋」（1989年12月18日） - 百姓
    - 第19話「人情娘 馬子唄」（1990年2月5日） - 三五郎の子分

  - 「水戸黄門 第20部
    - 第12話「悪を糺す阿波踊り」（1991年1月28日） - 子分
    - 第27話「銘酒守った身代わり花嫁」（1991年5月13日） - 穴熊
    - 第37話「悲願を秘めた水芸師」（1991年7月22日） - 駕籠かき重吉

  - 「水戸黄門 第21部」第15話（1992年7月13日）
  - 「水戸黄門 第22部」
    - 第11話「弟思いのあほんだら兄貴」（1993年7月26日）
    - 第18話「娘が綺麗になる方法」（1993年9月13日）
    - 第30話「黄金の島の鬼退治」（1993年12月6日）

  - 「水戸黄門 第23部」
    - 第4話「助さん格さん用心棒」（1994年8月22日）
    - 第22話「白いお髭の意地比べ」（1995年1月9日）
    - 第32話「酒にのまれて人殺し」（1995年3月20日）

  - 「水戸黄門外伝 かげろう忍法帖」
    - 第3話「闇に蝶が舞う」（1995年6月5日） - 雲助
    - 第12話「獲物は恐い女たち」（1995年8月7日）

  - 「水戸黄門 第24部」
    - 第12話「お化けになって悪退治」（1995年12月4日）
    - 第19話「悪を糺した瀬戸の花嫁」（1996年1月29日）
    - 第27話「一陽来復 米沢の春」（1996年4月1日）

  - 「水戸黄門 第25部」
    - 第6話「黄門様の仮女房」（1997年1月27日） - 辰巳屋の三下
    - 第14話「飛猿が恋をした」（1997年3月31日） - 雲助
    - 第21話「かげろうお銀の涙」（1997年5月19日） - 鉄山師

  - 「水戸黄門 第26部」
    - 第4話「芝居で結んだ親子の絆」（1998年3月2日） - 巴屋の人足
    - 第16話「帰らぬ兄は天神様」（1998年6月1日） - 鉄次
    - 第22話「網干の祭りの鬼退治」（1998年7月13日） - 岩松の子分

  - 「水戸黄門 第27部」
    - 第3話「夫婦で織った紙の布」（1999年4月5日） - 重吉の子分
    - 第15話「なまはげの凶賊退治」（1999年6月28日） - 役人
    - 第21話「大金持ちの物拾い」（1999年8月9日） - 門番

  - 「水戸黄門 第28部」第19話（2000年7月24日） - 三太
  - 「水戸黄門 第29部」第11話（2001年6月11日）
  - 「水戸黄門 第30部」
    - 第3話「肝っ玉おかみの決闘」（2002年1月21日） - 人足
    - 第15話「謎の美人は危険な匂い」（2002年4月22日） - 町人

  - 「水戸黄門 第32部」第12話（2003年11月3日）
  - 「水戸黄門 第35部」
    - 第4話「湯の町守る孤独な正義」（2005年10月31日）
    - 第12話「初春! 意地の味比べ」（2006年1月9日）
    - 最終話「男意気地の無法松」（2006年3月6日）

  - 「水戸黄門 第36部」
    - 第2話「母子逢わせた達磨さま」（2006年7月31日）
    - 第8話「助っ人アキの越後獅子」（2006年9月11日）
    - 第16話「銘酒を守った頑固者」（2006年11月20日）

  - 「水戸黄門 第37部」
    - 第1話「将軍御落胤の野望」（2007年4月9日）
    - 第9話「異国の娘が抱いた謎」（2007年6月4日）
    - 第21話「おとぼけ主従の珍道中」（2007年9月3日）

  - 「水戸黄門 第40部」
    - 第8話「ニセ黄門の大芝居!」（2009年9月14日） - 辰五郎
    - 第18話「鬼の継母と意地悪姉妹」（2009年12月7日） - 権八

  - 「水戸黄門 第41部」第3話（2010年4月26日） - 稲葉
  - 「水戸黄門 第42部」
    - 第4話「剣に勝つ、医は仁術」（2010年11月1日） - 捨吉
    - 第11話「大晦日、都で悪の大掃除」（2010年12月20日）

  - 「水戸黄門 第43部」第5話（2011年8月1日）
  - 「水戸黄門 第45部」第1話（2019年5月19日、BS-TBS）
- TBS大型時代劇スペシャル「織田信長」（1989年1月1日）
- 「江戸を斬るVIII」
  - 第5話「意外な目撃者」（1994年2月28日） - 荒蔵の子分 役
  - 第18話「育ての父が親の敵」（1994年5月30日）
  - 第24話「贋金の夢を見た」（1994年7月11日）
- 「南町奉行事件帖 怒れ!求馬I」第10話（1998年1月12日）
- 月曜ゴールデン「山村美紗サスペンス 狩矢警部シリーズ」第3作（2007年7月9日）
- 「大奥〜誕生［有功・家光篇］」第1話（2012年10月12日）
- 「名奉行!遠山の金四郎」
  - 第1作（2017年9月25日）
  - 第2作（2018年8月13日）

#### フジテレビ
- 「銭形平次」最終話（1984年4月4日）
- 「影の軍団 幕末編」第2話（1985年10月14日）
- 関西テレビ制作・月曜夜10時枠の連続ドラマ
  - 京都サスペンス「京都の祭りで人が死ぬ・鞍馬の火祭」（1988年10月10日）
  - 現代神秘サスペンス「三階の魔女」（1989年7月10日）
- 「鬼平犯科帳 第1シリーズ」第21話（1990年1月17日） - 与吉 役[3]
- 「町奉行日記」（1992年12月23日）
- 金曜エンタテイメント → 金曜プレステージ
  - 「京都祇園入り婿刑事事件簿」第2作（1997年10月3日） - 北山
  - 「踊る! 親分探偵」第2作（2006年9月22日）
  - 「木枯し紋次郎」（2009年5月1日）
- 「隠密奉行朝比奈」
  - 「隠密奉行朝比奈 第1シリーズ」第6話（1998年7月22日）
  - 「隠密奉行朝比奈 第2シリーズ」
    - 第1話「南国土佐 よみがえる海賊船」（1999年6月30日）
    - 第6話「逃げる女 鳥取砂丘の決闘」（1999年8月4日）
- 「剣客商売 第4シリーズ」第10話（2003年5月6日）
- 大奥シリーズ
  - 「大奥〜第一章〜」第1話（2004年10月7日）
  - 「大奥スペシャル 桜散る」（2005年4月8日）

#### テレビ朝日
- 必殺シリーズ
  - 「必殺仕切人」第17話（1984年12月21日） - 北山
  - 「必殺まっしぐら!」第9話（1986年10月10日） - 五郎太
- 遠山の金さんシリーズ
  - 遠山の金さんシリーズ
    - 「遠山の金さん」
      - 第142話「新・女賞金稼ぎ! 緋ぼたんお京」（1985年5月23日）
      - 第155話「愛よ甦れ! 傷だらけの娼婦」（1985年9月12日）

    - 「遠山の金さんII」
      - 第11話「女の斗い・守ってみせます晴舞台!」（1986年1月7日）
      - 第16話「肝っ玉一代女!」（1986年2月11日）
      - 第32話「母の死の謎!」（1986年7月1日）
      - 第39話「破談を狙うガンコ親父の涙!」（1986年8月26日）

    - 「名奉行 遠山の金さん」
      - 「名奉行 遠山の金さん 第1シリーズ」第9話（1988年6月30日）
      - 「名奉行 遠山の金さん 第2シリーズ」第8話（1989年7月20日） - 権十
      - 「名奉行 遠山の金さん 第3シリーズ」第16話（1991年1月24日）
      - 「名奉行 遠山の金さん 第4シリーズ」第11話（1992年2月6日） - 源太
      - 「名奉行 遠山の金さん 第7シリーズ」第20話（1996年3月14日） - 早川

  - 「遠山の金さん」第7話（2007年3月6日）
- 傑作時代劇「雲霧仁左衛門」前編・後編（1987年7月23日・7月30日）
- 暴れん坊将軍シリーズ
  - 「暴れん坊将軍III」
    - 第14話「妻を斬った男」（1988年4月16日） - 侍
    - 第34話「秘めた駆け落ち、涙のかんざし」（1988年9月10日） - 馬方
    - 第51話「あぶな絵の皿を追え」（1989年2月25日） - 与吉
    - 第82話「隠密、二十年目に帰る」（1989年11月4日） - 番士
    - 第120話「密命! 江戸城を砲撃せよ!!」（1990年9月1日） - やくざ

  - 「暴れん坊将軍IV」
    - 第5話「女盗賊の恋」（1991年5月11日） - 矢吉
    - 第16話「女賞金稼ぎ、江戸を斬る!」（1991年7月27日） - 伝次
    - 第28話「吉宗を狙う女剣士」（1991年10月19日） - 乾八十吉
    - 第34話「命無用! おやこ十手」（1991年11月30日） - 浪人
    - 第38話「狙われた江戸城の花嫁!」（1991年12月28日）
    - 第64話「父の敵は愛しの人!」（1992年7月4日） - 子分
    - 第73話「誘拐! 乙女涙の初恋」（1992年9月12日） - 家臣

  - 「暴れん坊将軍V」
    - 第9話「ろくでなし長屋殺人事件」（1993年6月5日） - 遊び人
    - 第24話「悪をあばいた潮騒の娘」（1993年10月16日） - 寺社方役人
    - 第30話「嵐を呼ぶ三兄弟!」（1993年12月11日） - 牛吉
    - 第39話「偽将軍様の悪党退治!?」（1994年2月19日） - 侍

  - 「暴れん坊将軍VI」
    - 第2話「標的は将軍様」（1994年10月15日） - 浪人
    - 第17話「人参に咲いた花祝言」（1995年2月25日） - 中田
    - 第33話「女賞金稼ぎ 修羅の花道!」（1995年7月22日） - 秋沢
    - 第38話「名探偵! 新井白石」（1995年9月2日） - 木村

  - 「暴れん坊将軍VII」第7話（1996年9月7日） - 川口
  - 「暴れん坊将軍VIII」第4話（1997年8月23日） - 又吉
  - 「暴れん坊将軍IX」
    - 第12話「吉宗危機一髪! 美しき婚約者の献身」（1999年2月20日） - 岡っ引き
    - 第28話「江戸城大揺れ!! 吉宗ついに結婚か…」（1999年7月8日）

  - 「暴れん坊将軍X」
    - 第3話「禁じられた恋文! 罪深き女の一途な愛」
    - 第5話「埋蔵金に踊らされた夫婦! 甲府勤めの甘い罠」

  - 「暴れん坊将軍XI」第14話（2001年11月12日）
  - 「暴れん坊将軍 春のスペシャル 将軍生母襲撃! 一途な恋に生きる女」（2004年3月29日）
- 三匹が斬る!シリーズ
  - 「続・三匹が斬る!」第8話「消えた夫、無礼講祭りに来た女」（1989年2月9日）
  - 「続続・三匹が斬る!」
    - 第6話「母しぐれ、金が仇の地獄旅」（1990年2月15日）
    - 第8話「二刀流、子孫は今じゃ二枚舌!」（1990年3月1日）

  - 「また又・三匹が斬る!」第14話「戸隠は、女郎の恨みか鬼女の花」（1991年8月22日）
  - 「新・三匹が斬る!」第8話「密造酒、飲んで飲まれて大作戦」（1992年10月15日）
- 将軍家光忍び旅シリーズ
  - 「将軍家光忍び旅」第17話（1991年2月23日） - 野武士
  - 「将軍家光忍び旅II」
    - 第8話「鬼の涙か? 木曽福島に光る水晶」（1992年12月5日） - 浪人
    - 第13話「和田峠、赤ん坊と将軍さま」（1993年1月16日） - 人足
- 「ご存知!旗本退屈男」第7作（1992年3月26日）
- 「快刀!夢一座七変化」
  - 第3話「花嫁のウラ事情!」（1996年10月31日）
  - 第9話「一座が仕組んだイカサマ賭博」（1997年1月23日）
- 「別れる2人の事件簿」最終話（2000年6月22日）
- 京都迷宮案内シリーズ
  - 「京都迷宮案内 第3シリーズ」第1話（2001年1月18日）
  - 「京都迷宮案内 第6シリーズ」第5話（2003年11月27日）
  - 「京都迷宮案内 第8シリーズ」第7話（2006年2月23日）
  - 「京都迷宮案内 第9シリーズ」第4話（2007年2月1日）
- 「オヤジ探偵」第1話（2001年7月12日） - ヘルス店員
- 八丁堀の七人シリーズ
  - 「八丁堀の七人 第3シリーズ」第1話（2002年1月7日）
  - 「八丁堀の七人 第5シリーズ」第8話（2004年2月23日）
  - 「八丁堀の七人 第6シリーズ」第7話（2005年2月28日）
  - 「八丁堀の七人 第7シリーズ」第4話（2006年2月6日）
- おみやさんシリーズ - 田口浩司 役
  - 「おみやさん 第1シリーズ」第1話 - 最終話（2002年5月9日 - 7月18日）
  - 「おみやさん 第2シリーズ」（2003年4月17日 - 6月26日）
  - 「おみやさん 第3シリーズ」（2004年6月17日 - 9月16日）
  - 「おみやさん 第4シリーズ」（2005年4月21日 - 6月23日）
  - 「おみやさん 第5シリーズ」（2006年10月19日 - 12月14日）
- 科捜研の女シリーズ
  - 「科捜研の女 Season4」最終話（2002年9月19日）
  - 「科捜研の女 Season13」第11話（2014年2月6日）
  - 「科捜研の女 スペシャル7」（2016年1月3日）
  - 「科捜研の女 Season16」第12話（2017年2月2日） - 料理長
  - 「科捜研の女 Season17」第8話（2017年12月14日） - 捜査員
  - 「科捜研の女 Season18」第6話（2018年11月29日） - 現金輸送車の警備員
  - 「科捜研の女 Season19」第26話（2020年1月16日） - 刑事
- 子連れ狼シリーズ
  - 「子連れ狼 第一部」
    - 第4話「死闘! 一刀対90人の無法者」（2002年11月4日）
    - 第6話「許せ! 大五郎 父と子の哀しき運命」（2002年11月18日）

  - 「子連れ狼 第二部」
    - 第6話「憎しみの刺客依頼! 涙を流した大五郎…」（2003年8月11日）
    - 第8話「来ない明日へ… 一刀を愛した女と三度笠の大五郎」（2003年9月1日）
    - 第16話「斬殺剣! 夜叉面の女 一刀を襲う柳生の罠」（2003年11月24日）
- 「忠臣蔵」第7話（2004年11月29日）
- 「名奉行! 大岡越前 第2シリーズ」第9話（2006年7月11日）
- 「新・桃太郎侍」第1話（2006年7月25日）
- 「八州廻り桑山十兵衛〜捕物控ぶらり旅」第6話（2007年6月19日）
- 「警視庁取調官 落としの金七事件簿 南長崎6丁目警察官殺害事件」（2010年5月29日）
- 「遺恨あり 明治十三年 最後の仇討」（2011年2月26日）
- 「刑事魂」（2012年3月31日）
- 「灰色の虹」（2012年5月19日）
- 土曜ワイド劇場
  - 「スペシャリスト」第1作（2013年5月18日） - 滋賀中央刑務所の受刑者
  - 「ドクター彦次郎」第2作（2016年10月1日） - 立花
- 「宮本武蔵」（2014年3月15日・3月16日）
- 「最強のふたり〜京都府警 特別捜査班〜」最終話（2015年9月10日） - 山田
- 「福田和子 整形逃亡15年」（2016年3月17日）
- 「紀州藩主・徳川吉宗」（2019年2月8日、BS朝日）
- ミステリースペシャル「ドクター彦次郎」第4作（2019年7月4日） - 患者
- 日曜プライム「おかしな刑事」第22作（2020年1月19日）
- 「遺留捜査 第6シリーズ」第7話（2021年2月25日） - 林
- 「IP〜サイバー捜査班」第6話（2021年8月19日） - 警察官

#### テレビ東京
- 「月影兵庫あばれ旅 第1シリーズ」
  - 第1話「消えた姫君を追え!（前編）」（1989年10月13日）
  - 第10話「おれは盛岡には来なかった」（1989年12月8日）
- 「鞍馬天狗」第21話（1991年3月3日）
- 12時間超ワイドドラマ → 新春ワイド時代劇
  - 「次郎長三国志」（1991年1月2日）
  - 「次郎長三国志」（2000年1月2日）
  - 「国盗り物語」（2005年1月2日）
  - 「信長燃ゆ」（2016年1月2日）
- 「あばれ医者嵐山」第9話（1995年12月4日）
- 「素浪人 月影兵庫」第2話（2007年7月24日）
- 「お江戸吉原事件帖」第3話 - 第5話・最終話（2007年11月9日 - 11月30日・12月21日）
- 「幻十郎必殺剣」第1話（2008年1月18日）
- 「逃亡者 おりん2」第1話（2012年1月17日）
- 水曜ミステリー9「刑事の十字架」（2014年5月7日） - 「鈴木メタル工業」従業員

#### その他
- ふたがしらシリーズ（WOWOW）
  - 「ふたがしら」第2話（2015年6月20日）
  - 「ふたがしら2」第1話・第2話（2016年9月17日・9月24日）
- 「鬼平外伝 最終章 四度目の女房」（2016年10月9日、BSスカパー!）

### 配信ドラマ
- 「BLACKFOX: Age of the Ninja」（2019年10月5日）